# 比爾 (馬里蘭州)
比爾（英語：Bier）是位於美國馬里蘭州亞利加尼縣的一個普查規定居民點。

## 人口
根據2020年美國人口普查的數據，比爾的面積為3.78平方千米，當中陸地面積為3.77平方千米，而水域面積為0.01平方千米。當地共有人口586人，而人口密度為每平方千米155.03人。